# Icacinaceae
Icacinaceae is een botanische naam, voor een familie van tweezaadlobbige planten. Een familie onder deze naam wordt regelmatig erkend door systemen van plantentaxonomie, en zo ook door het APG-systeem (1998) en het APG II-systeem (2003). Wel wordt de familie bij APG steeds kleiner, doordat steeds meer planten afgesplitst worden, die dan terechtkomen in families zoals Pennantiaceae en Stemonuraceae. Zie ook de familie Cardiopteridaceae.